# Seth Gordon

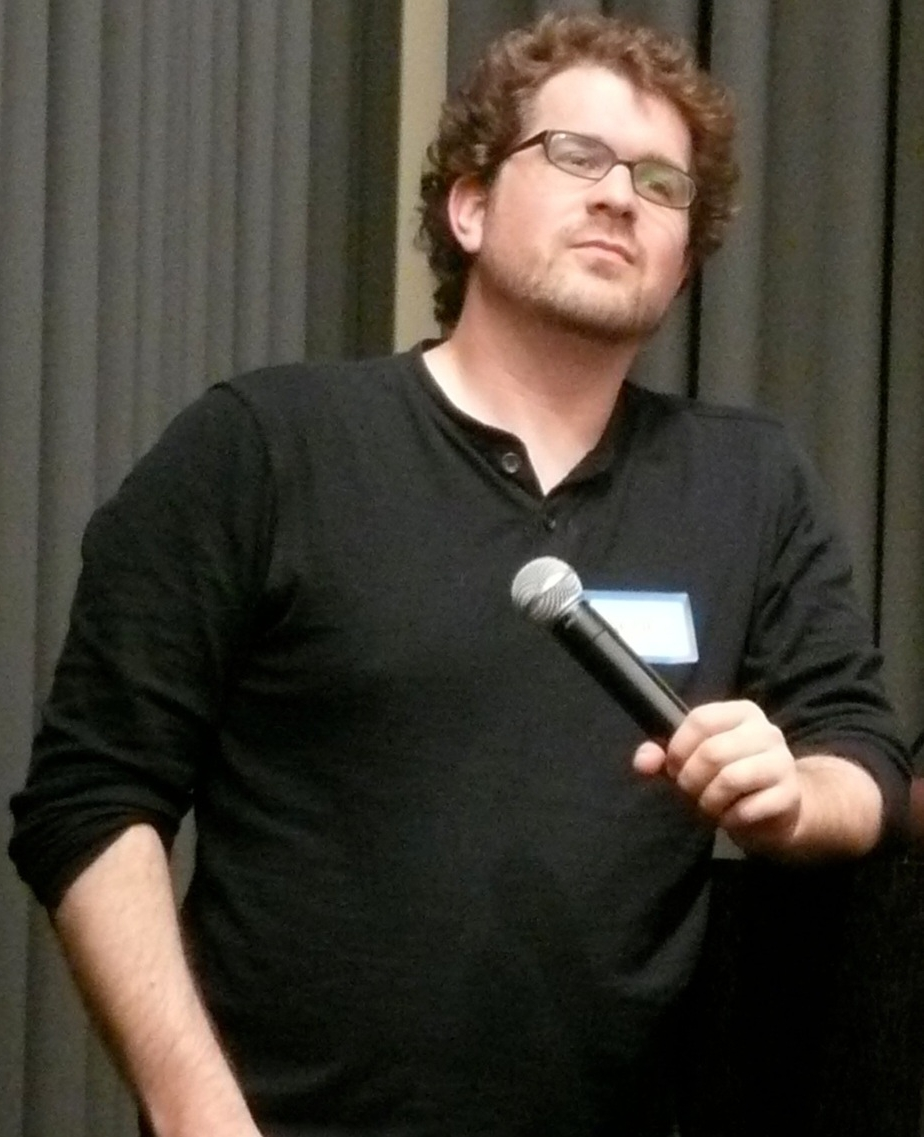
Seth Gordon (2009)

Seth Gordon (* 15. Juli 1974 in Evanston, Illinois) ist ein US-amerikanischer Regisseur, Drehbuchautor und Filmproduzent.

## Leben und Karriere
Seth Gordon wurde im Juli 1974 in Evanston im US-Bundesstaat Illinois geboren. Er machte seinen High-School-Abschluss an der prestigeträchtigen Lakeside School in Seattle im US-Bundesstaat Washington, zu deren Ehemaligen auch Bill Gates und Paul Allen gehören.
Er studierte Architektur an der Yale University und verbrachte während des Studiums sechs Monate in einem Entwicklungsprojekt in Kenia. Dort half er bei der Planung der Infrastruktur eines kleinen Dorfes und hielt den Prozess mit seiner Videokamera fest. Nach seiner Rückkehr in die USA eignete er sich das Grundwissen zum Filmemachen selbst an und stellte seine in Afrika gedrehte Dokumentation fertig. Da ihm diese Arbeit mehr Freude bereitete als sein Studium, kehrte er der Architektur schließlich den Rücken und versuchte im Filmgeschäft Fuß zu fassen.
Zu Beginn seiner Karriere führte er Regie bei einigen Kurzfilmen und betätigte sich als Produzent. Aufmerksamkeit erregte er erstmals mit seinem Dokumentarfilm The King of Kong (2007), der beim Sundance Film Festival gezeigt wurde. Die Schauspieler Vince Vaughn und Reese Witherspoon, die gerade mit den Vorbereitungen für den Film Mein Schatz, unsere Familie und ich (2008) beschäftigt waren, zeigten sich so beeindruckt von Gordons Werk, dass sie ihn der Produktionsgesellschaft New Line Cinema als Regisseur vorschlugen und diese ihn kurz darauf engagierte. Der Film wurde vor allem in den USA ein großer Erfolg an den Kinokassen, wo er insgesamt über 120,1 Millionen US-Dollar einspielte.
Nach seinem ersten Kinofilm widmete er sich zunächst der Regie einzelner Folgen von Fernsehserien wie Das Büro und Modern Family und schrieb nebenbei einige Drehbücher. Einen weiteren Karrierehöhepunkt erreichte er mit der starbesetzten Komödie Kill the Boss, die am 30. Juni 2011 Weltpremiere im Grauman’s Chinese Theatre am Hollywood Boulevard in Los Angeles feierte. Der Film lief am 8. Juli 2011 in den US-amerikanischen Kinos an und spielte am Eröffnungswochenende 28,3 Millionen US-Dollar ein, womit er Platz zwei der US-Kinocharts belegte. Bereits nach fünf Spieltagen hatte der Film seine Produktionskosten wieder eingespielt. Die Europapremiere fand am 20. Juli 2011 in London statt. In Deutschland startete der Film am 1. September 2011. Seither ist er für Kino und Fernsehen gleichermaßen tätig.

## Filmografie

### Regisseur
- 2002: Squirt (Kurzfilm)
- 2004: Fears of a Clown (Kurzfilm)
- 2006: The Problem with Percival (Kurzfilm)
- 2007: The King of Kong: A Fistful of Quarters (Dokumentarfilm)
- 2008: Mein Schatz, unsere Familie und ich (Four Christmases)
- 2009: Parks and Recreation (Fernsehserie, 2 Folgen)
- 2009: Community (Fernsehserie, Folge 1x10)
- 2009–2010: The Office (Fernsehserie, 2 Folgen)
- 2010: Modern Family (Fernsehserie, Folge 1x21)
- 2010: Freakonomics (Dokumentarfilm)
- 2011: Kill the Boss (Horrible Bosses)
- 2011–2012: Breaking In (Fernsehserie, 5 Folgen)
- 2013: Voll abgezockt (Identity Thief)
- 2013–2015: Die Goldbergs (The Goldbergs, Fernsehserie, 7 Folgen)
- 2014–2015: Marry Me (Fernsehserie, 3 Folgen)
- 2015: Sneaky Pete (Fernsehserie, Folge 1x01)
- 2017: Baywatch
- 2017: Atypical (Fernsehserie, 2 Folgen)
- 2017–2018: The Good Doctor (Fernsehserie, 2 Folgen)
- 2019: For All Mankind (Fernsehserie, Folgen 1x01–1x02)
- 2020: Lincoln Rhyme: Der Knochenjäger (Lincoln Rhyme: Hunt for the Bone Collector, Fernsehserie, Folge 1x01)
- 2023: The Night Agent (Fernsehserie, Folgen 1x01–1x02)
- 2025: Back in Action

### Drehbuchautor
- 2006: The Problem with Percival (Kurzfilm)
- 2007: The King of Kong: A Fistful of Quarters (Dokumentarfilm)
- 2010: Freakonomics (Dokumentarfilm)
- 2011–2012: Breaking In (Fernsehserie, Schöpfer)
- 2022: The Lost City – Das Geheimnis der verlorenen Stadt (The Lost City)
- 2025: Back in Action

### Filmproduzent
- 2005: New York Doll (Dokumentarfilm)
- 2011: Ungeschlagen (Undefeated, Dokumentarfilm)
- 2014: Print the Legend (Dokumentarfilm)
- 2015: Finders Keepers (Dokumentarfilm)
- 2016: Gleason (Dokumentarfilm)
- 2017: Bill Nye: Science Guy (Dokumentarfilm)
- 2017: Served Like a Girl (Dokumentarfilm)
- 2018: Wrestle (Dokumentarfilm)
- 2022: The Lost City – Das Geheimnis der verlorenen Stadt (The Lost City)
- 2025: Back in Action
- 2015: Arcades & Love Songs: The Ballad of Walter Day (Dokumentarfilm)